# Amphiura uncinata
Amphiura uncinata är en ormstjärneart som beskrevs av Jean Baptiste François René Koehler 1904. Amphiura uncinata ingår i släktet Amphiura och familjen trådormstjärnor. Inga underarter finns listade i Catalogue of Life.